# La Princesse Pauline Metternich sur la plage
La Princesse Pauline Metternich sur la plage est une peinture des années 1860 de l'artiste français Eugène Boudin. Réalisée à l'huile sur carton, couchée sur bois, l'œuvre représente Pauline von Metternich, épouse de l'ambassadeur d'Autriche à la cour de Napoléon III et icône de mode bien connue, regardant la mer depuis une plage du nord de la France.
L'œuvre fait partie de la collection du Metropolitan Museum of Art de New York.